# Logarytmiczny dekrement tłumienia

Dwie kolejne amplitudy w drganiach tłumionych

Dekrement tłumienia – stosunek dwóch kolejnych amplitud w ruchu tłumionym
{\displaystyle \delta ={\frac {A_{n}}{A_{n+1}}}}
gdzie:
{\displaystyle A_{n}} – amplituda {\displaystyle n}-tego drgania,
{\displaystyle A_{n+1}} – amplituda następnego drgania.
Logarytmiczny dekrement tłumienia to logarytm naturalny powyższego stosunku (ilorazu):
{\displaystyle \Lambda =\ln \left({\frac {A_{n}}{A_{n+1}}}\right).}

## Drgania harmoniczne
W przypadku harmonicznych drgań tłumionych wartość zarówno dekrementu, jak i logarytmicznego dekrementu jest stała w czasie, dlatego do wyznaczenia tych parametrów nie jest konieczna znajomość dwóch kolejnych amplitud. Wystarczy znać amplitudę {\displaystyle A_{n}} {\displaystyle n}-tego drgania i amplitudę {\displaystyle A_{m}} {\displaystyle m}-tego drgania, wówczas
{\displaystyle \Lambda ={\frac {1}{m-n}}\ln \left({\frac {A_{n}}{A_{m}}}\right).}
Tłumione drgania harmoniczne opisywane są równaniem kinematycznym
{\displaystyle x(t)=Ae^{-\beta t}\sin(\omega t+\varphi ),}
gdzie:
{\displaystyle \beta } – współczynnik tłumienia drgań,
{\displaystyle \omega } – częstość drgań tłumionych,
{\displaystyle \varphi } – faza początkowa.
Wykorzystując to równanie, można wykazać, że logarytmiczny dekrement tłumienia wyraża się wzorem
{\displaystyle \Lambda =\beta T,}
gdzie {\displaystyle T} jest okresem drgań tłumionych, lub wzorem
{\displaystyle \Lambda ={\frac {2\pi \beta }{\sqrt {\omega _{0}^{2}-\beta ^{2}}}},}
gdzie {\displaystyle \omega _{0}} jest częstością tych drgań przy braku tłumienia.